# برای ماندن
برای ماندن (به انگلیسی: For Keeps) یک فیلم سینمایی آمریکایی کمدی-درام محصول سال ۱۹۸۸ میلادی به کارگردانی جان جی. آویلدسن با بازی مالی رینگوالد و راندال باتینکف است.

## بازیگران
- مالی رینگوالد در نقش دارسی بابروز
- راندال باتینکف درنقش استن بابروچز
- کنت مارس درنقش آقای بابروز
- میریام فلین درنقش دونا الیوت
- کونچتا فرل درنقش خانم بابروچس
- شارون براون به عنوان لیلا
- جان زارچن به عنوان کریس
- پالی شور درنقش رایان
- میشل داونی در نقش میشلا
- پاتریشیا بری درنقش مقام اتخاذ
- جانت مک لاچلان در نقش خانم گیلز
- ژاکلین رز لستر در نقش مری بابروز (به عنوان ژاکلین برنشتاین)
- متیو لیچت به عنوان لئو بابروز
- رینی استه‌وز درنقش مارنی
- دارسی دیموس درنقش الین

## فیلمبرداری
این فیلم در کنوشا، ویسکانسین فیلمبرداری شده‌است. کارهای مکان اولیه در وینیپگ، کانادا انجام گرفت.

## رسانه‌های خانگی
در تاریخ ۲۴ مارس ۲۰۰۴، این فیلم بر روی دی وی دیمنتشر شد.